# 5319 Petrovskaya
5319 Petrovskaya è un asteroide della fascia principale. Scoperto nel 1985, presenta un'orbita caratterizzata da un semiasse maggiore pari a 2,2567656 UA e da un'eccentricità di 0,1538426, inclinata di 6,23391° rispetto all'eclittica.